# Alejandro Peña
Alejandro "Álex" García Peña (ur. 24 września 1984 w Bilbao) – hiszpański piłkarz występujący na pozycji pomocnika w CD Mirandés.